# Johann Faschank
Johann Faschank (17. dubna 1809 Nový Jičín – ???) byl rakouský politik německé národnosti z Moravy, během revolučního roku 1848 poslanec Říšského sněmu; starosta Nového Jičína.

## Biografie
Pocházel z rodiny výčepního v Novém Jičíně Johanna Faschanka a Teresie, rozené Krautwurstové. Profesí byl lékárníkem. Lékárnické zkoušky složil 17. srpna 1830 ve Vídni. V říjnu 1832 získal koncesi na provozování lékárny U černého orla v Novém Jičíně. Koncese byla ovšem v červnu 1833 zamítnuta. V roce 1834 získal po zesnulém otci dům na Laudonstrasse č. 2 v Novém Jičíně. Jeho manželkou byla Anna Schenková, dcera obchodníka se suknem Franze Maxmiliana Schenka. Roku 1849 se uvádí jako Johann Faschank, lékárník a měšťan z Olomouce. Z etnického hlediska je uváděn coby rozhodný Němec, horlivý frankfurťan (tj. stoupenec voleb do celoněmeckého Frankfurtského parlamentu).
Během revolučního roku 1848 se zapojil do veřejného dění. Ve volbách roku 1848 byl zvolen i na ústavodárný Říšský sněm. Zastupoval volební obvod Nový Jičín. Tehdy se uváděl coby lékárník a právovárečný měšťan.
Od roku 1848 do roku 1849 zasedal také jako poslanec Moravského zemského sněmu. Nastoupil sem po zemských volbách roku 1848 za kurii městskou, obvod Olomouc.
Od roku 1850 byl členem obecního výboru a od roku 1855 do roku 1857 působil jako starosta Nového Jičína. Byl členem spolku Leseverein.